# Corralets d'en Pelegrí
Corralets d'en Pelegrí és un mas ubicat al terme municipal de Riells i Viabrea. El corral depèn del mas principal can Pelegrí.
És un masia d'estil tradicional, integrada per un cos principal, un de secundari adossat lateral, i un corral annex. El volum principal, l'històric, és una construcció de planta rectangular, amb una alçada de planta i pis, i teulada de dos vessants laterals.
La composició simètrica de les obertures inclou la façana posterior amb obertures més petites. Les parets exteriors repicades i rejuntades deixen la pedra a la vista, excepte la part més alta de la façana. La cornisa és simple.
Les obertures no tenen ressalts, únicament l'ampit ceràmic. A la façana lateral s'han emmarcat amb llinda i brancals ceràmics. Cal destacar-hi l'antic forn de pedra, en mal estat, adossat a la façana lateral.
El volum secundari, adossat pel darrere al principal, és també de planta rectangular, té una alçada de planta baixa, i de coberta amb vessants laterals.
Els materials emprats i els acabats tenen continuïtat amb el volum principal. L'única obertura important, la porta del corral, té llinda i brancals de carreus de pedra.
El corral annex, en força mal estat, també de pedra, s'adossa a la façana principal.
No gaire lluny es troba la font amb nom homònim del mas principal, can Pelegrí, documentada pel Projecte Fonts del Montseny.
El mas apareix fotografiat ja en els primers vols aeris dels americans l'any 1946 i 1956, en què s'aprecia el mas i els camps treballats. Les fotografies es poden veure amb l'eina del ICGC, Vissir3. Es pot trobar localitzat al mapa: "Les ruïnes del Montseny".

## Topònim
Tot i que tothom escriu el nom del mas com a can Pelegrí, hi ha dubtes sobre l'originalitat del topònim, ja que es creu que també podria anomenar-se can Pelagrí. Un pelagrí és el primer suro que dona l'alzina surera quan no ha estat mai pelada.